# AREP
 (juin 2018).
AREP (Architecture Recherche Engagement Post-carbone) est une agence pluridisciplinaire internationale fondée en 1997, filiale à 100 % de l'entreprise publique SNCF Gares & Connexions. Les équipes d'AREP en Europe et en Asie sont constituées de nombreux experts (architecture, design, urbanisme, ingénierie, programmation...).
Raphaël Ménard, son président depuis 2018, a annoncé sa volonté de faire d’AREP le laboratoire de la conception écologique au travers de la démarche EMC2B.

## Histoire
L’histoire d’AREP commence au sein du groupe SNCF. Dès la fin des années 1980, une petite équipe menée par Jean-Marie Duthilleul assisté d’Étienne Tricaud conçoit les nouvelles gares voulues par le déploiement du TGV et rénove les gares les plus emblématiques dont les gares parisiennes. Cette équipe s’est longtemps appelée « L’agence des gares » avant la création officielle d’AREP en 1997[réf. souhaitée].
AREP devient filiale de SNCF Gares & Connexions en 2009 par le biais de la Loi relative à l’organisation et à la régulation des transports ferroviaires (loi ORTF, qui ouvre le transport ferroviaire international de voyageurs à la concurrence) qui crée la « Direction Gares & Connexions » au sein de SNCF.
Le 1er janvier 2021, le groupe AREP a procédé à une simplification juridique : les sociétés AREPVille et Parvis jusqu'alors filiales d'AREPgroup fusionnent au sein de la société AREP. À l'international, les filiales étrangères sont au nombre de deux : AREP Pékin pour la Chine et AREP Vietnam.

## Distinctions
- Grand Prix National de l'Ingénierie Syntec pour le projet de réaménagement et de modernisation de la Gare Saint-Michel Notre-Dame, 2021[3],[4]

## Projets

### Projetsen cours[Quand?]
- Hôtel de logistique urbaine, Lyon ;
- Prototypes de rues aux écoles de plusieurs arrondissements de Paris[5];
- Réinvention du périphérique de Paris avec le projet Routes du futur ;
- Transformation de la gare maritime de Saint-Malo[6].

### Réalisations notables
- Programme Luxembourg in transition du Grand-Duché pour un " Territoire zéro carbone" en 2050 [7];
- Rénovation et restructuration de la gare Saint-Michel - Notre-Dame de la ligne C du RER ;
- Création du nouveau Bâtiment-Voyageurs de la gare du Pont de l'Alma de la ligne C du RER, 2022 ;
- Restauration et valorisation du patrimoine historique de Paris Gare de Lyon (Galerie des fresques), 2021[8] ;
- Nouveau Pôle d'Échange Multimodal de Rennes, élu « Gare de l’année 2020 » Grands Prix VRT[9],[10] ;
- Nîmes Pont-du-Gard, la première gare certifiée par le label "Bâtiment Durable Occitanie", 2019[11],[12] ;
- Restructuration du site Panhard et Levassor (HQE, certification internationale BREEAM), 2013[13].

### Autres projets
Cette section ne s'appuie pas, ou pas assez, sur des sources secondaires ou tertiaires indépendantes du sujet.

Pour l'améliorer, ajoutez-en, ou placez des modèles {{Source secondaire souhaitée}} ou {{Source secondaire nécessaire}} sur les passages mal sourcés. (mars 2023)
- Gare de Saint-Jean de Maurienne, Saint-Jean de Maurienne, 2022 ;
- Tour des sports de la ville d'Hangzhou, par AREP Chine, Hangzhou, 2022 ;
- Centre de maintenance et de remisage du trammay T13 d'Île-de-France, Versailles, 2021 ;
- Création d'un nouveau hall de maintenance au technicentre d’Hellemmes de la SNCF, Hellemmes, 2021 ;
- Gare de Juvisy de la ligne C et de la ligne D du RER, Juvisy-sur-Orge, 2021 ;
- Gare d'Auray (création d'un nouvel accès et d'un nouveau Bâtiment-Voyageurs), Auray, 2021 ;
- Prototype de rafraîchissement adiabatique, par AREP Vietnam, 2021 ;
- Rénovation de la Gare de Paris-Montparnasse, Paris, 2021 ;
- Gare de Shanghai, par AREP Chine, Shanghaï, 2006 ;
- Nouvelle gare TGV d'Avignon-TGV, Avignon, 2001 .

## Implantations en France et à l'étranger

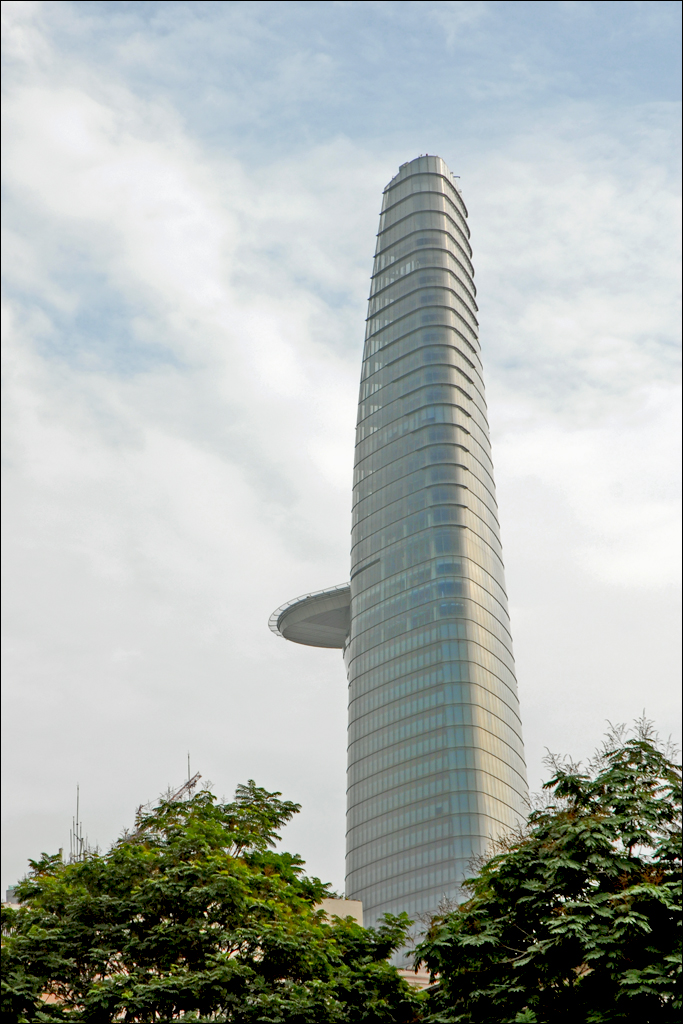
Tour financière Bitexco de Hô Chi Minh Ville, construite par l'AREP (architectes ingénieurs Jean-Marie Duthilleul et Étienne Tricaud)

La majorité des équipes AREP sont basées en France, en particulier à Paris où son siège est le résultat de la réhabilitation des anciens ateliers de l'usine Panhard et Levassor. AREP est implantée en Chine depuis 1999 où 120 collaborateurs sont répartis entre 5 villes (Pékin, Shanghai, Chengdu, Shenzhen, Wuhan). L'agence a entre autres participé au design de la Gare de Xiong'an, la plus grande gare d'Asie. L'agence est également présente au Vietnam depuis 2005.

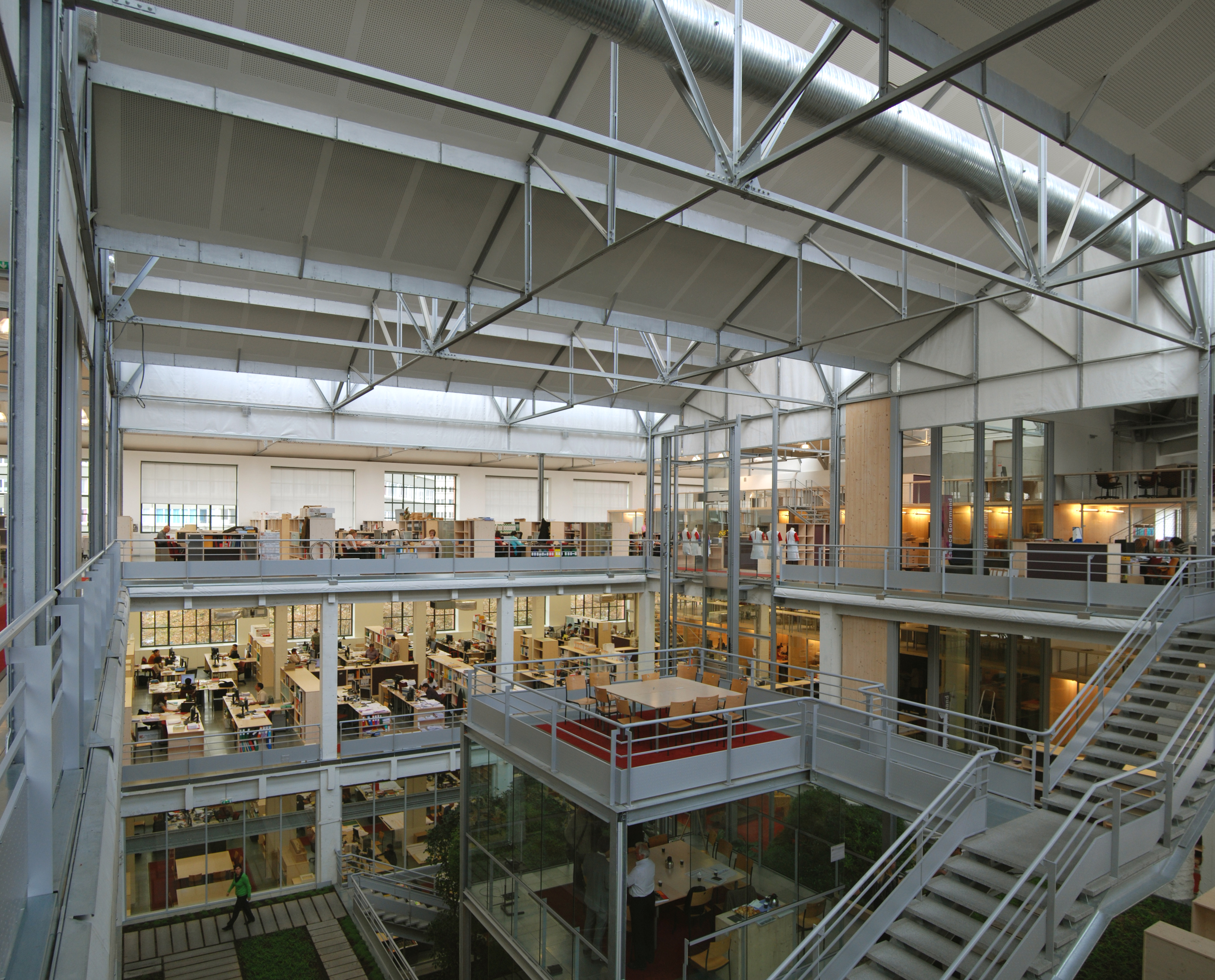
Gares & Connexions, Paris 29 septembre 2009